# بسیج
سازمان بسیج مستضعفین با نام سابق نیروی مقاومت بسیج، یک سازمان شبه‌نظامی (نهاد اجتماعی با کارکردهای مختلف به‌ویژه نظامی طبق اساسنامه) و زیرمجموعهٔ سپاه پاسداران انقلاب اسلامی است که با هدف ایجاد توانایی‌های لازم در کلیه افراد معتقد به قانون اساسی و اهداف انقلاب اسلامی ایران به منظور دفاع از کشور، نظام جمهوری اسلامی ایران و همچنین کمک به مردم هنگام بروز بلایا و حوادث غیر مترقبه با هماهنگی مراجع ذیربط تشکیل شده‌است.این سازمان، در ۵ آذر ۱۳۵۸ به فرمان سید روح‌الله خمینی تشکیل شد و پس از تصویب مجلس شورای اسلامی در دی ۱۳۵۹ به‌طور قانونی رسمیت پیدا کرد.از زمان تأسیس در سال ۱۳۵۸، بسیج به‌طور خشونت‌آمیزی اعتراضات مسالمت‌آمیز را سرکوب کرده و در سال‌های ۱۳۸۸، ۱۳۹۸ و ۱۴۰۱ مرتکب کشتار، شکنجه و بازداشت معترضان شده است. این نیرو با توسل به قوانین سخت‌گیرانه، جاسوسی و تهدید، زنان، دانشجویان و فعالان را هدف قرار می‌دهد. اقدامات آن‌ها با انتقادهای گسترده جهانی روبه‌رو شده و موجب اعمال تحریم‌هایی به‌دلیل نقض حقوق بشر شده است.
در دهه‌های پس از جنگ ایران و عراق، اکثر جوانان و نوجوانانی که جذب بسیج می‌شوند از مناطق حاشیهٔ شهر آمده و دارای سوابق خانوادگی دشوار (مثل فقر، بیکاری پدر، خشونت خانگی، اعتیاد، و درگیری با فحشا) هستند همچنین افرادی که در زندگی اجتماعی موفق نبودند، همچون بیکاران، دیپلم ردی‌ها و ... برای جبران کاستی‌ها و مطرح کردن خود در جامعه به عضویت در بسیج گرایش دارند. به گفته رادیو فردا جمهوری اسلامی با استفاده از این حس حقارت در آنها، بسیجیان را به تنفر از اقشار مختلف جامعه همچون افراد دارای جایگاه اجتماعی، ثروتمندان و زنان تحریک کرده و از این قوه آنان برای سرکوب این اقشار استفاده می‌نماید.
این نهاد پرتعدادترین نهاد یا سازمان در ایران با بیشترین عضو است که پایه اصلی ساختار سازمانی آن پایگاه‌های مقاومت بسیج شهر‌ها و روستاهاست. این نهاد یکی از مهم‌ترین بازوهای قدرت نظام جمهوری اسلامی ایران به‌شمار می‌رود که کار جذب، آموزش، سازماندهی و به‌کارگیری نیروهای داوطلب را انجام می‌دهد. نشریه تایم بسیجیان را «شبه‌نظامیان وحشی که تعلیم دیده‌اند برای نظام اسلامی آدم بکشند» توصیف کرده است.
به اعضای این سازمان، بسیجی می‌گویند و طبق مادهٔ ۱۳ قانون مقررات استخدامی سپاه، بسیجی به فردی اطلاق می‌شود که داوطلبانه جهت تحقق ارتش ۲۰ میلیونی تحت پوشش سپاه درمی‌آید. به موجب همین مادهٔ قانونی، بسیجیان به دو دستهٔ «بسیج عادی» و «بسیج فعال» تقسیم می‌شوند. در جنگ ایران و عراق از بسیجیان بیشتر برای ارسال به‌صورت داوطلبانه و سازماندهی‌شده به جبهه‌ها استفاده می‌شد.  
سرتیپ پاسدار غلامرضا سلیمانی از ١٣۹۸ ریاست سازمان بسیج مستضعفین را برعهده دارد، همچنین سید قاسم قریشی جانشین و حسین معروفی معاون هماهنگ‌کننده این سازمان می‌باشند. 
برخی این نهاد را در مقایسه با جوانان هیتلری و اس اس در آلمان نازی بکار می‌برند.
روز دوشنبه ۲ تیر ۱۴۰۴ گزارش رسید که اسرائیل حملات هوایی علیه تعدادی از مؤسسات امنیتی و نظامی جمهوری اسلامی انجام داد که از جمله آن‌ها مقر بسیج، سپاه سیدالشهداء، قرارگاه ثارالله، سپاه البرز، فرماندهی حفاظت اطلاعات نیروی انتظامی و مقر اطلاعات نیروی انتظامی بود. در همان زمان،  در ورودی به زندان اوین مورد حمله قرار گرفت.

## پیشینه

### بسیج در ادبیات سیاسی
بر اساس یک تعریف، می‌توان بسیج را همچون روندی در نظر گرفت که در آن یک واحد اجتماعی بسیار سریع بتواند بر منابعی کنترل پیدا کند که پیش‌تر بر آنها کنتری نداشته است. در واقع بسیج، هنگامی که از حالت گروهی فراتر رود و بخشی از جمعیت را به اعطای منابع خواسته‌شده برای دستیابی به هدف مطلوب برانگیزد، تبدیل به یک جنبش می‌شود. یکی از عوامل مؤثر در کار بسیج، میزان سازمان‌یافتگی است. در حرکت بسیج، روابط درون‌گروهی و فرهنگ مشترک هر چقدر محکم‌تر و گسترده‌تر باشد، احتمال پیروزی آن نیز بیشتر است، و این بدان سبب است که ارتباطات و فرهنگ مشترک باعث می‌شود که تعبیر یکسان و واحدی نسبت به امر مورد نظر به وجود بیاید. رهبری، لازمهٔ سازمان و بسیج است. گروه‌های بسیج‌گر سعی دارند با تقویت هر چه گسترده‌تر اعضای گروه و تضعیف دیگر پیوندهای اجتماعی و بزرگ کردن رهبر یا رهبران، باعث گسترش وفاداری اعضا در جامعه شوند. بسیج به دو صورت تهاجمی و تدافعی ظاهر می‌شود. بسیج تدافعی، وقتی صورت می‌گیرد که گروهی هنگام مواجه شدن با حملهٔ گروهی دیگر، منابع خود را بسیج می‌کند. می‌توان شورش‌های دهقانی و اشرافی را نوعی بسیج تدافعی دانست. بسیج تهاجمی، آن نوع از بسیج است که در فرصت‌های مناسب برای این که اهداف و منابع خودش را محقق کند، دست به بسیج نیروهای خود می‌زند. بسیج انقلابی نوعی از بسیج تهاجمی است. همچنین بسیج تهاجمی نیازمند شناخت دقیق از محیط خارجی و رهبری کنشگرانه و کوشش سازمانی بیشتر است. از آنجا که بسیج هزینه‌بردار است، لذا خصوصاً بسیج تهاجمی باید از امکانات اقتصادی لازم برخوردار باشد. ایدئولوژی بسیج می‌تواند نمادها و شعارهای مورد نیاز بسیج را فراهم کند. سازمان، رهبری و ایدئولوژی از ابعاد اساسی روند بسیج انقلابی هستند. می‌توان گفت که ایدئولوژی نقشی تعیین‌کننده در بسیج انقلابی دارد. یکی از وظایف ایدئولوژی، سرزنش کردن وضع موجود و یافتن ریشه‌های نابسامانی است. دومین وظیفهٔ ایدئولوژی، نشان دادن وضع مطلوب و اهداف و آرمان‌هاست. سومین وظیفهٔ آن، ارادهٔ تبیین تازه‌ای از تاریخ به سود جنبش و ستایش از گذشتهٔ آن است.

### ایجاد بسیج (اواخر دههٔ ۱۳۵۰)
در ۵ آذر ۱۳۵۸ فرمان تشکیل «ارتش ۲۰ میلیونی» (بسیج) از جانب سید روح‌الله خمینی صادر شد و پس از تصویب مجلس شورای اسلامی در دی ۱۳۵۹ به‌صورت قانونی رسمیت پیدا کرد. ابتدا مدتی امیر مجد و پس از آن احمد سالک فرماندهان بسیج بودند. محمدعلی رحمانی از سال ۱۳۶۲ مسئولیت آن را بر عهده گرفت و تا پایان جنگ هشت ساله عراق علیه ایران در این سمت فعالیت می‌کرد.
وی توانست با روشی نوین نیروهایی را از پیر و جوان از نقاط دور افتاده و روستاها تا ادارات و دانشگاه‌ها و دانش آموزان و روحانیون را سازماندهی نموده و با افزایش پایگاه‌های مقاومت از ۷٬۰۰۰ به ۲۱٬۵۰۰ پایگاه نیرویی بزرگ را به‌وجود آورد تا در جهت اجرای فرمان خمینی به عنوان ارتش بیست میلیونی به جبهه اعزام نمایند که اعزام یکصد هزار نفری سپاه محمد حاصل این سازماندهی بود. رحمانی معتقد بود که واحد بسیج باید به صورت یک نیروی مردمی و فراگیر باقی بماند وی تا سال ۱۳۷۰ در بسیج حضور داشت.

### بسیج در اواخر دهه ١٣۶۰
پس از درگذشت روح‌الله خمینی فشار سپاه برای تبدیل واحد بسیج مستضعفین به نیروی مقاومت بسیج افزایش پیدا کرد و در نهایت با خروج رحمانی از واحد بسیج و تغییر ساختار نیروی مقاومت بسیج تشکیل شد و علیرضا افشار به عنوان اولین فرمانده نیروی مقاومت بسیج منصوب گردید.
در تاریخ ۱۲ مهر ۱۳۸۸ محمدرضا نقدی با حکم سیدعلی خامنه ای به سمت فرمانده بسیج منصوب شده و نام بسیج نیز از «نیروی مقاومت بسیج» به «سازمان بسیج مستضعفین» تغییر پیدا می‌کند و متعاقب آن برخی تغییرات و رویکردها، ساختار و سازمان و وظایف آن پدید می‌آید که یکی از نمونه‌های آن تشکیل گردان‌های جدید با نام امام علی، امام حسین و بیت‌المقدس و نیز شکل‌گیری اقشار۲۲ گانه بسیج می‌باشد.

### دههٔ ۱۳۹۰
در سال ۱۳۹۹، احمد علم‌الهدی، اعلام داشت که بسیاری از جوانانی که به علت «فقر» اقدامات شرورانه می‌کردند، «با کار فرهنگی» در سازمان بسیج جذب شدند و این افراد، از «اغتشاشات» جلوگیری کرده‌اند.

## فهرست فرماندهان و رؤسای بسیج مستضعفین
| ر.                        | تصویر                   | رئیس                                           | آغاز تصدی               | پایان تصدی              | طول دوران               | منبع                    |
| رئیس واحد بسیج مستضعفین   | رئیس واحد بسیج مستضعفین | رئیس واحد بسیج مستضعفین                        | رئیس واحد بسیج مستضعفین | رئیس واحد بسیج مستضعفین | رئیس واحد بسیج مستضعفین | رئیس واحد بسیج مستضعفین |
| ------------------------- | ----------------------- | ---------------------------------------------- | ----------------------- | ----------------------- | ----------------------- | ----------------------- |
| ۱                         | امیر مجد                | امیر مجد                                       | ۱۴ تیر ۱۳۵۹             | آذر ۱۳۶۰                | ۰–۱ سال                 | [ ۱۴ ]                  |
| ۲                         | احمد سالک               | احمد سالک (زادهٔ ۱۳۲۵)                          | آذر ۱۳۶۰                | ۱۳۶۲                    | ۱–۲ سال                 | [ ۱۴ ] [ ۱۵ ]           |
| –                         | احمدرضا اخوان           | احمدرضا اخوان سرپرست                           | ۱۳۶۲                    | ۲۷ بهمن ۱۳۶۲            | ۰                       | [ ۱۵ ] [ ۱۶ ]           |
| ۳                         | محمدعلی رحمانی          | محمدعلی رحمانی (زادهٔ ۱۳۳۲)                     | ۲۷ بهمن ۱۳۶۲            | ۱۲ دی ۱۳۶۸              | ۵–۶ سال                 | –                       |
| فرمانده نیروی مقاومت      |                         |                                                |                         |                         |                         |                         |
| ۱                         | علیرضا افشار            | علیرضا افشار                                   | ۱۲ دی ۱۳۶۸              | ۲۰ اسفند ۱۳۷۶           | ۷–۸ سال                 | –                       |
| ۲                         | سید محمد حجازی          | سرتیپ پاسدار سید محمد حجازی (۱۴۰۰–۱۳۳۵)        | ۲۰ اسفند ۱۳۷۶           | ۲۹ شهریور ۱۳۸۶          | ۸–۹ سال                 | –                       |
| –                         | محمدعلی جعفری           | سرلشکر پاسدار محمدعلی جعفری (زادهٔ ۱۳۳۶) سرپرست | ۲۹ شهریور ۱۳۸۶          | ۲۲ تیر ۱۳۸۷             | ۰–۱ سال                 | –                       |
| ۳                         | حسین طائب               | سرتیپ پاسدار حسین طائب (زادهٔ ۱۳۴۲)             | ۲۲ تیر ۱۳۸۷             | ۱۲ مهر ۱۳۸۸             | ۱–۲ سال                 | –                       |
| رئیس سازمان بسیج مستضعفین |                         |                                                |                         |                         |                         |                         |
| ۱                         | محمدرضا نقدی            | سرتیپ پاسدار محمدرضا نقدی (زادهٔ ۱۳۴۰)          | ۱۲ مهر ۱۳۸۸             | ۱۷ آذر ۱۳۹۵             | ۶–۷ سال                 | –                       |
| ۲                         | غلامحسین غیب‌پرور        | سرتیپ پاسدار غلامحسین غیب‌پرور                  | ۱۷ آذر ۱۳۹۵             | ۱۱ تیر ۱۳۹۸             | ۲–۳ سال                 | –                       |
| ۳                         | غلامرضا سلیمانی         | سرتیپ پاسدار غلامرضا سلیمانی (زادهٔ ۱۳۴۳)       | ۱۱ تیر ۱۳۹۸             | متصدی                   | ۵–۶ سال                 | [ ۱۴ ] [ ۱۵ ]           |

## ساختار و بودجه
نیروهای بسیج ایران از بدو تأسیس تا پایان مسئولیت سید یحیی صفوی رسماً زیرمجموعه سپاه پاسداران انقلاب اسلامی بوده‌اند. با تغییر فرماندهی سپاه و با روی کار آمدن محمدعلی جعفری مسئولیت فرماندهی بسیج برای اولین بار به فرمانده کل سپاه پاسداران انقلاب اسلامی واگذار گردید، و حسین تائب در تیرماه ۱۳۷۸ به فرماندهی بسیج منصوب شد اما پس از انتخابات دهم ریاست جمهوری ایران فرماندهی بسیج به سردار محمدرضا نقدی سپرده شد. و در تاریخ ۱۷ آذر ۱۳۹۵ سید علی خامنه‌ای طی حکمی غلامحسین غیب‌پرور را به عنوان رئیس سازمان بسیج منصوب کرد. اکنون غلامرضا سلیمانی ریاست سازمان بسیج را برعهده دارد.
محمدعلی جعفری با دسته‌بندی تهدیدات علیه جمهوری اسلامی به تهدید نرم، تهدید نیمه‌سخت (شورش‌های مردمی بدون سلاح گرم، تهدیدهای اقتصادی-سیاسی داخلی و خارجی) و تهدید سخت (شورش‌های مسلحانه، جنگ داخلی و جنگ خارجی) وظیفه مبارزه با تهدید نرم را به بسیج غیرنظامی، نیمه‌سخت را به بسیج نظامی و سخت را به نیروی زمینی سپاه و بسیج نظامی محول می‌کند.
در سال ۱۳۹۰ خورشیدی، منجر به محکومیت جهانی و واکنش‌های بین‌المللی علیه دولت ایران شد. دامنه این محکومیت‌ها به حدی بود که سید علی خامنه‌ای نیز از حمله به سفارت بریتانیا انتقاد کرد.

### اقشار ۲۳ گانهٔ بسیج
به دنبال انتصاب محمدرضا نقدی به ریاست بسیج در سال ۱۳۸۸ و تغییر نام آن، تغییراتی در رویکردها و سازماندهی بسیج ایجاد شد که یکی از آن‌ها ایجاد اقشار ۲۲گانه برای فعالیت بسیج در زمینه‌های تخصصی بود. همچنین بسیج رسانه نیز در سال ۱۳۹۰ شکل گرفت. هم‌اکنون بسیج مستضعفین دارای اقشار ۲۳ گانه به شرح زیر است:
1. بسیج دانش‌آموزی
2. بسیج دانشجویی
3. بسیج علمی، پژوهشی و فناوری
4. بسیج جامعه پزشکی
5. بسیج جامعه مهندسین
6. بسیج حقوقدانان
7. بسیج اساتید
8. بسیج فرهنگیان
9. بسیج ورزشکاران
10. بسیج رسانه
11. بسیج هنرمندان
12. بسیج مداحان
13. بسیج جامعه زنان
14. بسیج مساجد و محلات
15. بسیج سازندگی
16. بسیج طلاب و روحانیون
17. بسیج اصناف و بازاریان
18. بسیج جامعه کارگری
19. بسیج جامعه عشایری
20. بسیج پیشکسوتان
21. سازمان اردویی، راهیان نور و گردشگری بسیج
22. بسیج سازندگی

### بودجه
براساس قانون برنامه چهارم توسعه بایستی هر سال ۴۰۰ میلیارد تومان برای بسیج در نظر گرفته شود که در سال اول برنامه یعنی سال ۱۳۸۴، ۱۷۳ میلیارد تومان و در سال ۱۳۸۵ نیز مجدداً ۱۷۳ میلیارد تومان در نظر گرفته شده است. به‌گفتهٔ فرمانده بسیج و نشریه «صبح صادق» ارگان دفتر سیاسی سپاه بودجه این نهاد در سال ۱۳۸۷، ۲۰۰٪ افزایش پیدا کرده و به صورت جداگانه از این بودجه، ۵۰ میلیارد تومان نیز برای کمک به بسیجیان بیکار در نظر گرفته شده است. در سال ۱۳۸۸ هم بر اساس اعلام نشریه برنامه ارگان معاونت برنامه‌ریزی و نظارت راهبردی رئیس‌جمهوری، بودجه بسیج ۴۵ میلیارد و ۲۳۸ میلیون تومان افزایش یافت.
در سال ۱۳۸۳ به منظور تأمین منابع مالی و ارزی و رفع سریع مشکلات درمانی و خدماتی توانبخشی جانبازان و ایثارگران انقلاب اسلامی و تهیه تجهیزات و امکانات مورد نیاز گردان‌های عاشورا و الزهرای بسیج معادل ۳۵۰ میلیون دلار از محل حساب ذخیره ارزی به بسیج اختصاص یافت.

### نیروی انسانی
بسیج در سراسر کشور ۲۳ میلیون و ۸۰۰ هزار نیروی داوطلب دارد.
به اعضای بسیج که درسطح مدارس راهنمایی ایران تحصیل می‌کنند پویندگان و به اعضای در سطح دبیرستان پیشگامان گفته می‌شود.
عضویت‌های بسیج به گروه‌های زیر تقسیم می‌گردد:
1. بسیجی عادی: عموم قشرها معتقد به قانون اساسی جمهوری اسلامی ایران هستند که پس از گذراندن دوره آموزش عمومی به عضویت بسیج درآمده و سازماندهی می‌گردند.
2. بسیجی فعال: آن دسته از بسیجیان عادی داوطلب هستند که واجد شرایط لازم بوده و پس از گذراندن دوره‌های آموزشی سازمان دهی شده و با سپاه همکاری می‌کنند.
3. بسیجیان ویژه: این گروه که به پاسدار افتخاری هم شناخته می‌شوند افرادی هستند که صلاحیت‌های یک پاسدار را دارا می‌باشند و پس از گذراندن آموزش‌های لازم در این زمینه سازماندهی می‌گردند.[۳۰]
4. بسیجیان کادر:که بسیجیان فعال پس از گذراندن دوره‌های خاص به این سطح از عضویت می‌رسند.

## نقض حقوق بشر
بسیج نقش کلیدی در اجرای سرکوب سیاسی در ایران ایفا می‌کند. بسیج در سرکوب اعتراضات نقش اساسی داشته و در طول تاریخ ایران در سرکوب‌های خشونت‌آمیز مشارکت کرده است. به‌عنوان یکی از ارکان اصلی سپاه، بسیج نیرویی قدرتمند است که توسط رژیم برای سرکوب مخالفان و حفظ چنگال سیاسی‌اش بر کشور مورد استفاده قرار می‌گیرد.
بسیج از خشونت علیه دانش‌آموزان، زنان و فعالان مخالف استفاده کرده است. خشونتی که نیروهای بسیج علیه شهروندان ایرانی اعمال می‌کنند، گاه حتی به مرگ منجر می‌شود. برای مثال، در ۱۰ تیر ۱۴۰۴ گزارش شد که سه جوان در ایست بازرسی غیررسمی بسیج در منطقه همدان متوقف شده و توسط نیروهای بسیج، که صورت‌شان را با ماسک پوشانده بودند، هدف تیراندازی قرار گرفتند. در نتیجه این تیراندازی، دو نفر از آن‌ها جان خود را از دست دادند.

### سربازی کودکان

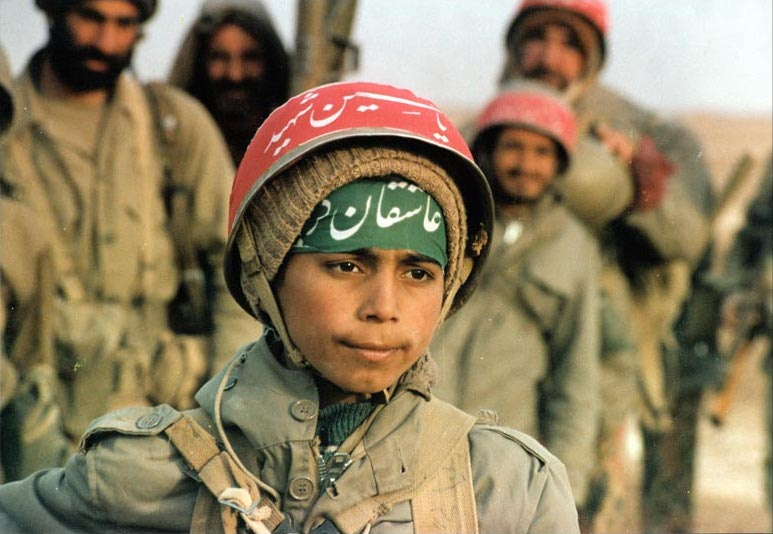
استفاده نظامی از کودک سربازان در جنگ ایران و عراق

- بسیج از افراد زیر هجده سال داوطلب در طول جنگ ایران و عراق استفاده می‌کرد، این سازمان همچنان از افراد زیر هجده سال به صورت داوطلب استفاده می‌کند.[۳۷][۳۸]

### رخدادها
- براساس گزارش سازمان دیده‌بان حقوق بشر، قوه قضائیه ایران در سال ۲۰۰۷ حکم سابق محکومیت شش بسیجی که در سال ۲۰۰۲ پنج نفر را کشته بودند را معلق کرد[۳۹]
- موضوع مرگ زهرا بنی‌یعقوب که در سال ۱۳۸۶ پس از بازداشت، در بازداشتگاه بسیج جان خود را از دست داد مسئله‌ساز شد. مسئولان این موضوع را خودکشی اعلام کردند ولی برخی از افراد از جمله خانواده بنی‌یعقوب با رد موضوع خودکشی اعلام کردند که بعضی مدارک ارائه شده توسط مقامات مربوط دستکاری شده است.[۴۰]

## عملیات‌ها و اثرگذاری‌ها

### انتخابات‌ها

#### انتخابات نهم ریاست جمهوری
مهدی کروبی در سال ۱۳۸۴ بسیج را متهم به دخالت درانتخابات ریاست جمهوری به نفع محمود احمدی‌نژاد کرد. برخی از اصلاح طلبان نیز نیروهای بسیج را متهم به دخالت درانتخابات به نفع احمدی‌نژاد حتی از طریق تخلفات انتخاباتی می‌کنند؛ ولی اصولگرایان این موضوع را رد می‌کنند. منتقدان معتقدند که بسیج از طریق تشکیلات سازمانی خود عملاً در امر انتخابات مداخله جناحی می‌کند.

#### انتخابات دهم ریاست جمهوری
در انتخابات دهم ریاست جمهوری نیز میرحسین موسوی با نوشتن نامه‌ای به سید علی خامنه‌ای اعتراض خود را نسبت به مداخله نیروهای بسیج و سپاه در انتخابات نشان داد.
هم چنین به‌گفتهٔ سازمان عفو بین‌الملل، بسیج زخمیان و مجروحان را از بیمارستان‌ها جمع می‌کند و به مکانی نامعلوم انتقال می‌دهد. همچنین این نیروها اجازهٔ ثبت مشخصات افراد مجروح توسط کارکنان بیمارستان‌ها را نمی‌دهند. به گزارش دیدبان حقوق بشر «نیروهای شبه نظامی بسیج برای خاموش کردن بانگ «الله اکبر» شبانهٔ مردم از پشت‌بام‌ها، شبانه به خانه‌های مردم یورش می‌برند، با شکستن در خانه‌ها به‌زور وارد خانه‌هایشان می‌شوند، لوازم شخصی آنان را درهم می‌شکنند و ساکنان را مورد ضرب و شتم قرار می‌دهند.»حسین طائب، فرماندهٔ نیروی مقاومت بسیج، ادعا کرده است افرادی «لباس پلیس یا بسیج را پوشیده بودند» و دست به خرابکاری زده‌اند که برخی از این افراد دستگیرشده‌اند. همچنین طائب استدلال می‌کند که از آنجایی که ورود به بسیج آسان است افرادی ممکن است از این طریق خواسته باشند بسیج را بدنام کنند.
یک نوار ویدیویی که توسط شبکهٔ تلویزیونی کانال چهار بریتانیا منتشر شده است، تیراندازی یک عضو پایگاه بسیج در تقاطع خیابان آزادی و خیابان جناح را از پشت‌بام به سمت مردم نشان می‌دهد؛ تیراندازی‌ای که در اثر آن دستِکم هفت نفر کشته شدند. حسین طائب مسلح بودن بسیج را رد کرده است ولی تأکید می‌کند که در صورت حمله به منطقه نظامی و تحت تسلط بسیج، این گروه به هر طریق ممکن از خودش دفاع می‌کند.
فیروزآبادی رئیس ستاد کل نیروهای مسلح در نامه‌ای که خطاب به امام غایب شیعیان حجت بن الحسن نوشت، مدعی شد که بسیجیان و نیروهای مسلح از هیچ نوع اسلحه‌ای برای سرکوب مردم در جریان تظاهرات مربوط به اعلام نتایج انتخابات ریاست جمهوری استفاده نکرده‌اند و کسانی را که کشته شده‌اند کشته‌های دروغی خواند. وی مدعی شد که: در ۳۰ خرداد آشوبگران و منافقان با چهره‌ای جدید که چندان هم بی‌ارتباط با منافقان سابق نیستند، بر ملت یورش آورده و به ضرب و جرح شدید نیروهای امنیتی پرداخته‌اند. 
به‌دنبال فعالیت‌های نیروهای بسیجی در جریان وقایع بعد از اعلام نتایج انتخابات ریاست‌جمهوری در ایران، سازمان عفو بین‌الملل در بیانیه‌ای خواستار انحلال نیروهای مقاومت بسیج در ایران شد.
ناوی پیلای، کمیسر عالی حقوق بشر سازمان ملل، از دولت ایران خواست تا نیروهای بسیج را از اعمال خشونت علیه معترضان بازدارد.
احمدی مقدم فرماندهٔ نیروی انتظامی در واکنش به اعتراضات مردمی به ضرب و شتم و سرکوب تظاهرات‌کنندگان توسط لباس‌شخصی‌ها در مراسم صبحگاه ناجا گفت: مگر راهپیمایان غیرقانونی و اغتشاشگران لباس یونیفرم داشتند، آنها نیز لباس‌شخصی بودند. 

### عملیات انتحاری
گروهی از بسیجیان برای مقابله با حمله نظامی آمریکا به ایران، احتمال استفاده از عملیات انتحاری را مطرح کرده‌اند. در آبان ۱۳۸۴ بسیج دانشجویی دانشگاه شاهرود صدها فرم شرکت داوطلبانه در عملیات استشهادی را دراختیار داوطلبان قرار داد. بسیج عملیات استشهادی خود را همانند اقدام رضای کرمانی در ترور ناصر الدین شاه اعلام کرده است.

### اثرگذاری در فضای آنلاین و شبکه‌های اجتماعی
در سال ۱۳۹۹، محمدرضا تویسرکانی، نماینده سید علی خامنه‌ای در بسیج، افزون بر اشاره به عضویت ۱۵۰ هزار طلبه در بسیج، از راه‌اندازی چندین هزار حساب کاربری در شبکه‌های مجازی خبر داد. او همچنین گفت:
«در سازمان بسیج طرحی به عنوان طرح ثامن وجود دارد که بر اساس آن چند هزار کانال در فضای مجازی ایجاد شده است».

### حمله ۲ تیر ۱۴۰۴
روز دوشنبه ۲ تیر ۱۴۰۴ گزارش رسید که اسرائیل حملات هوایی علیه تعدادی از مؤسسات امنیتی و نظامی جمهوری اسلامی انجام داد که از جمله آن‌ها مقر بسیج، سپاه سیدالشهداء، قرارگاه ثارالله، سپاه البرز، فرماندهی حفاظت اطلاعات نیروی انتظامی و مقر اطلاعات نیروی انتظامی بود. در همان زمان،  در ورودی به زندان اوین مورد حمله قرار گرفت.

## بازخوردها و دیدگاه‌های پیرامون

### انتقاد به طرح تقویت بسیج و پیامدهای آن

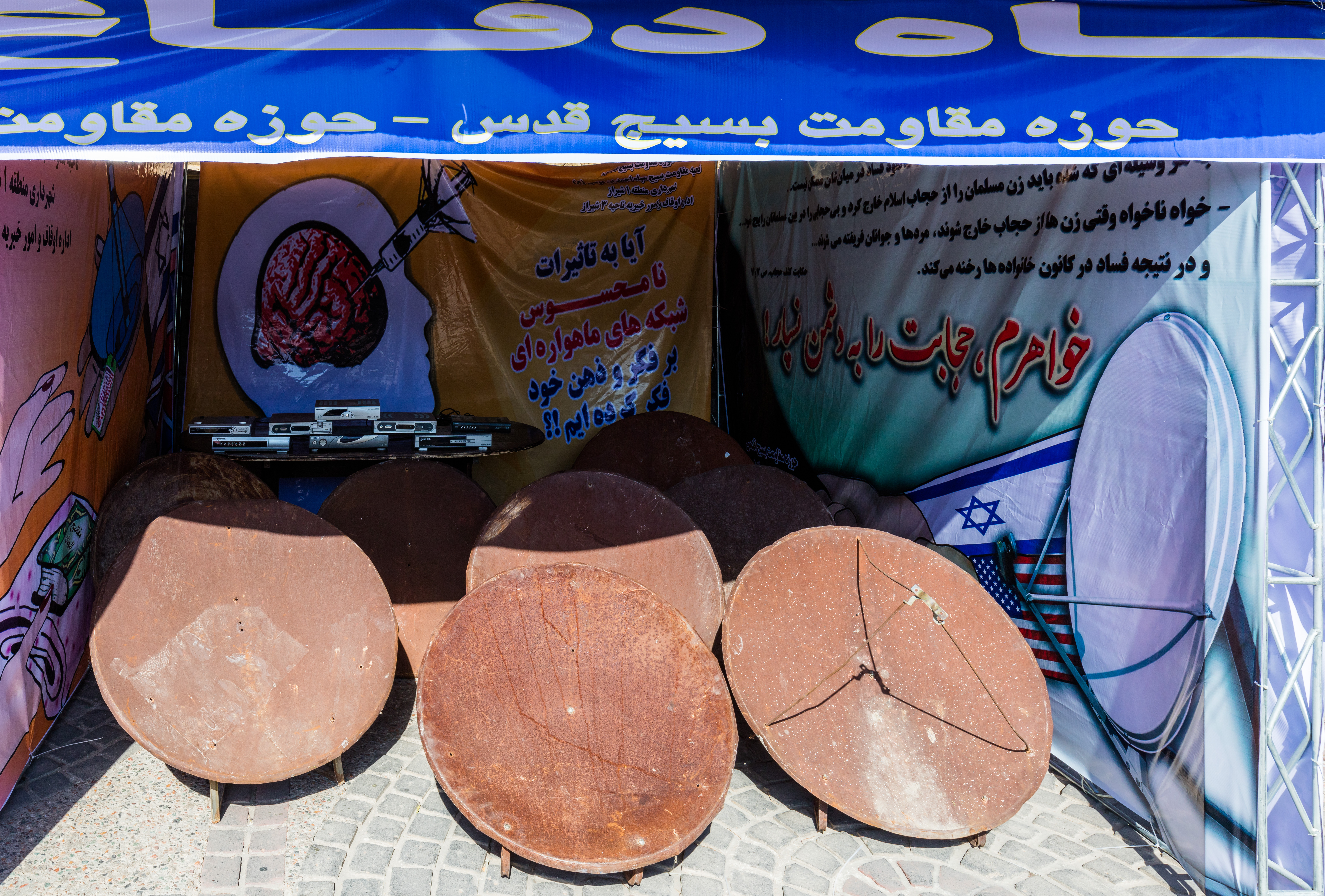
آنتن‌های ضبط‌شدهٔ ماهواره در نمایشگاه خیابانی دستاوردهای بسیج در شیراز

در پی تصویب کلیات طرح تقویت نیروهای بسیج مستضعفین تنی چند از نمایندگان مجلس با این طرح مخالفت کردند و آن را متهم به ایجاد جو و فضای امنیتی در بخش‌های غیرنظامی جامعه کرده‌اند. احمد توکلی این طرح را مغایر با اصل ۶۰ قانون اساسی قلم داد کرد. رضا علیجانی در نقد افزایش اختیارات بسیج مستضعفین گفت که چون این نیروها تحت آموزش نیروهای تندروی سپاه پاسداران قرار می‌گیرند تبدیل به پیاده‌نظامی می‌شوند که در راستای تحقق سیاست‌های تندروانه قد علم می‌کنند تا به گروه‌های سیاسی مخالف فشار وارد کنند. این موضوع از ابتدای انقلاب و در روزهای نخسته اولین انتخابات ریاست جمهوری کشور نیز مشاهده شده که نیروهای از این دست همیشه دولت‌هایی که همگرایی چندانی با ولایت فقیه نداشتند را همواره تحت فشار قرار می‌دادند. در دوران ریاست جمهوری بنی صدر، خاتمی، و هاشمی رفسنجانی و روحانی در عصر کنونی. این تحلیلگر مسائل سیاسی می‌گوید نیروهای این چنینی در زمانی به‌کار ارگان یادشده می‌آیند که خود سازمان به‌طور قانونی نمی‌تواند در آن مسئله دخول و اعمال نظر کند. اینجاست که از این نیروهای خودسر استفاده می‌کند تا جامعه و قشر تحصیل کرده را مرعوب نمایند. نمونهٔ این اقدامات نیز تظاهرات علیه بدحجابی، حمله به سینما و سینماگران و حتی حمله به نمایندگان مجلس است. این اقدامات در واقع مصداق به خیابان کشیدن بحث‌های فرهنگی و اجتماعی است.